# Christian Almer
Christian Almer (Grindelwald, 29 marzo 1826 – Grindelwald, 17 maggio 1898) è stato un alpinista e guida alpina svizzero.
Insieme a Melchior Anderegg, Michel Croz, Johann Joseph Bennen e pochi altri, è stato una delle guide alpine più importanti della cosiddetta età dell'oro dell'alpinismo, la seconda metà dell'Ottocento.

## Biografia
Nato a Grindelwald, ai piedi della parete nord dell'Eiger, inizia la sua esperienza in montagna come cacciatore di camosci. Si mette in luce nel 1854 con Ulrich Kaufman, quando tenta di superare la cordata dell'inglese Alfred Wills che saliva al Wetterhorn.
Diviene una guida esperta, con più di quaranta prime ascensioni di montagne, tra cui l'Eiger, la Punta Whymper, l'Aiguille Verte e la Barre des Écrins. Fece da guida soprattutto all'alpinista inglese Edward Whymper e agli statunitensi William Auguste Coolidge e Meta Brevoort.
(William Auguste Coolidge, Alpine studies, 1912)
Il figlio Ulrich divenne anch'egli guida e spesso i due scalarono assieme.

## Famiglia
|                      |                      |                                                    |                                                    |                  |                  |            |            |                                                       |                                                |                                    |                                    |                                         |                                         |                |                |
|                      |                      |                                                    |                                                    |                  |                  |            |            | ALMER                                                 |                                                |                                    |                                    |                                         |                                         |                |                |
|                      |                      |                                                    |                                                    |                  |                  |            |            |                                                       |                                                |                                    |                                    |                                         |                                         |                |                |
|                      |                      |                                                    |                                                    |                  |                  |            |            |                                                       |                                                |                                    |                                    |                                         |                                         |                |                |
|                      |                      |                                                    |                                                    |                  |                  |            |            | Christian 1826-1898 ⚭ Margaretha Kauffman (1824-1910) |                                                |                                    |                                    |                                         |                                         |                |                |
|                      |                      |                                                    |                                                    |                  |                  |            |            |                                                       |                                                |                                    |                                    |                                         |                                         |                |                |
|                      |                      |                                                    |                                                    |                  |                  |            |            |                                                       |                                                |                                    |                                    |                                         |                                         |                |                |
|                      |                      | Hans 1861-1941 ⚭ Emma Katherina Bohren (1864-1940) | Hans 1861-1941 ⚭ Emma Katherina Bohren (1864-1940) | Rudolf 1864      | Rudolf 1864      | Peter 1869 | Peter 1869 | Rosina 1840-1900 ⚭ Frederick Meyer (1821-1896)        | Rosina 1840-1900 ⚭ Frederick Meyer (1821-1896) | Ulrich 1849-1940 ⚭ Margaritha Boss | Ulrich 1849-1940 ⚭ Margaritha Boss | Margaritha 1851-1930 ⚭ Christian Muller | Margaritha 1851-1930 ⚭ Christian Muller | Christian 1859 | Christian 1859 |
|                      |                      |                                                    |                                                    |                  |                  |            |            |                                                       |                                                |                                    |                                    |                                         |                                         |                |                |
|                      |                      |                                                    |                                                    |                  |                  |            |            |                                                       |                                                |                                    |                                    |                                         |                                         |                |                |
| Emma Luise 1887-1942 | Emma Luise 1887-1942 | Hans 1890                                          | Hans 1890                                          | Bertha 1892-1892 | Bertha 1892-1892 |            |            |                                                       |                                                |                                    |                                    |                                         |                                         |                |                |

## Prime ascensioni

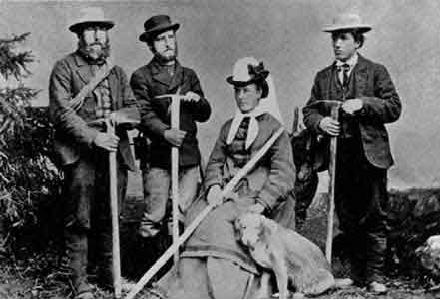
Da sinistra: le guide Christian Almer e il figlio Ulrich Almer, con i loro clienti Meta Brevoort e William Auguste Coolidge, intorno al 1874

Ha compiuto la prima ascensione delle seguenti montagne:
- Mönch - 15 agosto 1857 - con Sigismund Porges e le guide Christian Kaufmann e Ulrich Almer
- Eiger - 11 agosto 1858 - con Charles Barrington e la guida Peter Bohren[5]
- Gross Fiescherhorn - 23 luglio 1862 - con Adolphus Warburton Moore, H.B. George e la guida Ulrich Kaufmann
- Barre des Écrins (couloir Whymper) - 25 giugno 1864 - con Edward Whymper, Adolphus Warburton Moore, Horace Walker e la guida Michel Croz[6]
- Grand Cornier - 16 giugno 1865 - con Edward Whymper e le guide Michel Croz e Franz Biner
- Punta Whymper - 24 giugno 1865 - con Edward Whymper e le guide Michel Croz e Franz Biner[7]
- Aiguille Verte (couloir Whymper) - 29 giugno 1865 - con Edward Whymper e la guida Franz Biner.[8]
- Breithorn (Lauterbrunnen) - 31 luglio 1865 - con Edmund von Fellenberg, J.J. Hornby, T.T. Philpott e le guide Johann Bischoff, Peter Egger, Peter Inäbnit, Christian Lauener e Peter Michel
- Jägerhorn - 17 luglio 1867 - con C.E. Mathews, F. Morshead e Andreas Maurer[9]
- Ailefroide - 7 luglio 1870 - con William Auguste Coolidge e la guida Ulrich Almer[10]
- Le Râteau - 11 luglio 1973 - con Meta Brevoort, William Auguste Coolidge e le guide, Peter Michel, Peter Bleuer e Christian Roth
- Montagne des Agneaux - 17 luglio 1873 - con William Auguste Coolidge e la guida Christian Roth[11]
- Grande Ruine - 19 luglio 1873 - con Meta Brevoort, William Auguste Coolidge e le guide Peter Michel, Christian Roth e Peter Bleuer

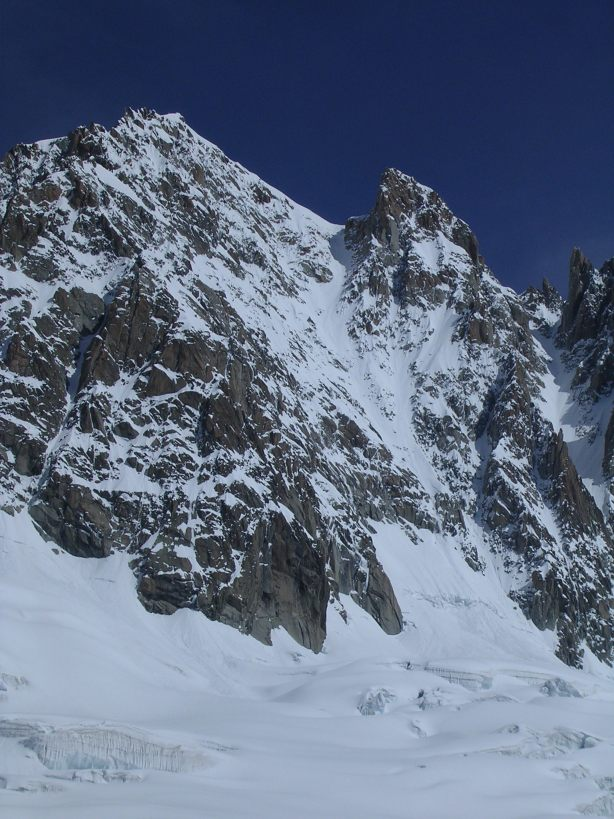
Il couloir Whymper, sul versante sud del Talèfre dell'Aiguille Verte, salito per la prima volta da Edward Whymper con le guide Christian Almer e Franz Biner nel 1865.

- Monte Turia - 2 luglio 1874 - con Meta Brevoort, William Auguste Coolidge
- Roche de la Muzelle - 2 luglio 1875 - con William Auguste Coolidge e la guida Ulrich Almer
- Nesthorn - 18 settembre 1875 - con B. George, H. Mortimer e la guida Ulrich Almer
- Aiguille des Arias - 4 luglio 1876 - con William Auguste Coolidge e la guida Ulrich Almer
- Les Droites/Cima ovest - 16 luglio 1876 - con William Auguste Coolidge e la guida Ulrich Almer
- Pic Coolidge - 14 luglio 1877 -  con William Auguste Coolidge e la guida Ulrich Almer[12]
- Les Bans - 14 luglio 1878 - con William Auguste Coolidge e la guida Ulrich Almer
- Aiguille de Chambeyron - 28 luglio 1879 - con William Auguste Coolidge e la guida Ulrich Almer[13]
- Monte Matto - 14 agosto 1879 - con William Auguste Coolidge e la guida Ulrich Almer[14]
- Monte Argentera - 18 agosto 1879 - con William Auguste Coolidge e la guida Ulrich Almer[15]
- Visolotto/Picchi Coolidge e Lanino - 31 luglio 1881 - con William Auguste Coolidge e la guida Ulrich Almer[16]
- Punta Gastaldi - 16 agosto 1884 - con William Auguste Coolidge[17]
- Testa della Tribolazione - 11 agosto 1885 - con William Auguste Coolidge, G. Yeld e le guide S. Henry e J. Jeantet[18]

Ha compiuto la prima ascensione delle seguenti vie:
- Parete nord (couloir Coolidge) della Barre des Écrins - 4 luglio 1870 - con William Auguste Coolidge e le guide Ulrich Almer e Christian Gertsch[19]
- Versante sud-ovest del monte Pelvoux (couloir Coolidge, via normale) - 15 luglio 1881 - con William Auguste Coolidge e la guida Ulrich Almer[20]
- Parete nord del Monviso (couloir Coolidge) - 28 luglio 1881 - con William Auguste Coolidge e la guida Ulrich Almer[21]